# Protopsammotopa wilsoni
Protopsammotopa wilsoni is een eenoogkreeftjessoort uit de familie van de Miraciidae. De wetenschappelijke naam van de soort is voor het eerst geldig gepubliceerd in 1977 door Wells.